# Ton Buunk
Anton Gerrit Jan Buunk, detto Ton (Amsterdam, 18 settembre 1952), è un ex pallanuotista olandese, vincitore di una medaglia di bronzo alle olimpiadi di Montréal 1976.